# Capão Bonito do Sul
Capão Bonito do Sul è un comune del Brasile nello Stato del Rio Grande do Sul, parte della mesoregione del Nordeste Rio-Grandense e della microregione di Vacaria.